# Nickelback

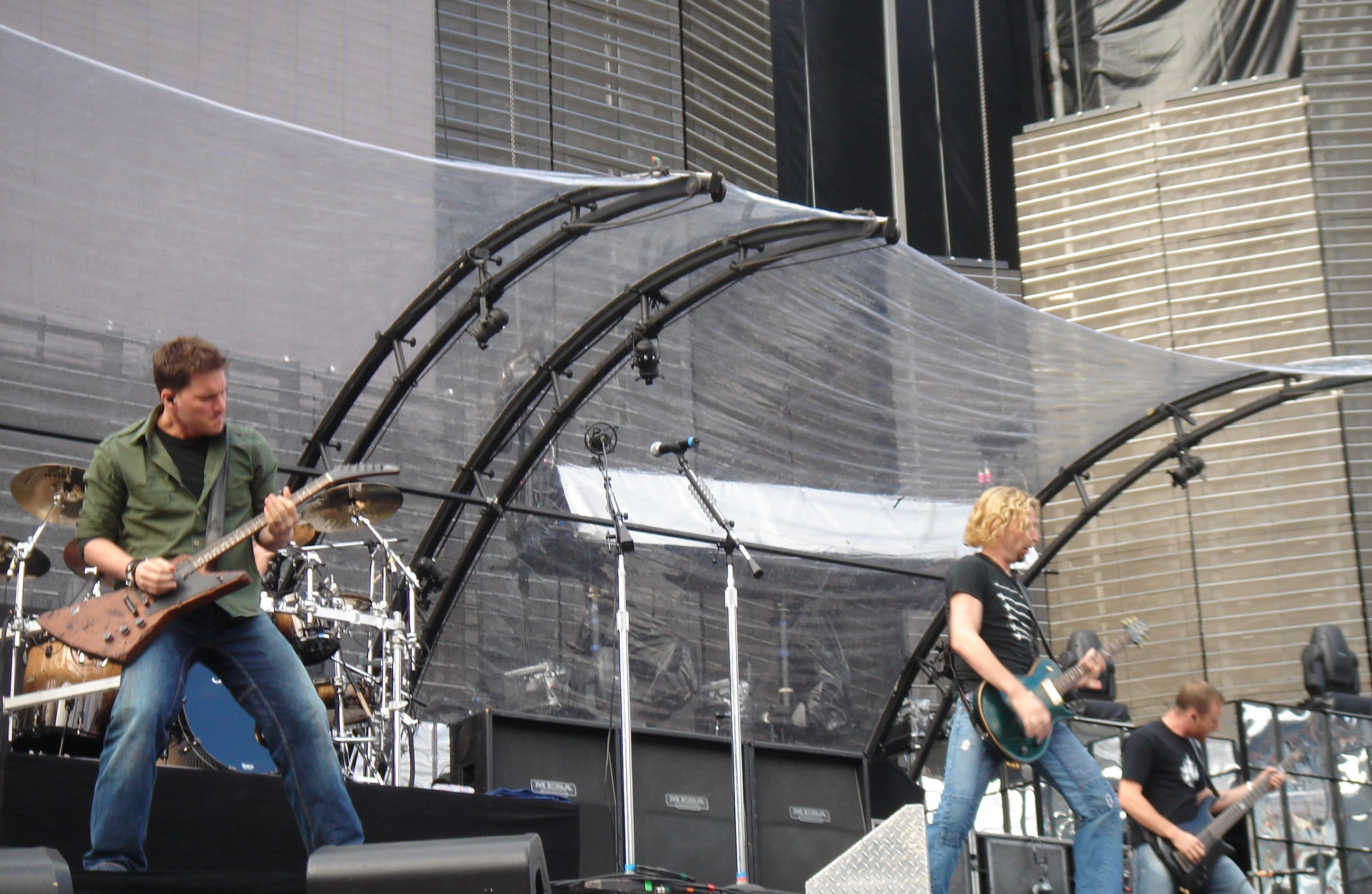
Nickelback 2006

Nickelback — канадская рок-группа, основанная в 1995 году в городе Ханна, провинция Альберта. Является одной из самых популярных рок-групп по мнению слушателей. Группа состоит из гитариста и вокалиста Чеда Крюгера; гитариста, клавишника и бэк-вокалиста Райана Пик; басиста Майка Крюгера и барабанщика Дэниеля Адэра. Название группы образовано от англ. Here’s your nickel back. — «Вот ваша сдача». Или дословно: «Вот ваши пять центов сдачи». Никель (англ. nickel) — американское название пятицентовой монеты. Группа попала в список лучших артистов первого десятилетия XXI века, по мнению Billboard, где заняла первое место среди рок-групп.

## История группы
Группа была основана братьями Чедом и Майком Крюгерами в  канадском городке Ханна. (Клип «Photograph» был снят именно там.)  Чед привлёк старшего брата к созданию команды. В группу  вошли ударник Брэндон Крюгер (двоюродный брат Чеда и Майка) и гитарист Райан Пик. Прежде чем стать Nickelback, канадский квартет именовался «BRICK», ещё ранее — «Village Idiot», ну а самое первое название коллектива — «POINT OF VIEW». Слово «Nickelback»  появилось в жизни группы в то время, когда Майк Крюгер работал в кафе. Чашка кофе стоила 45 центов, сдача с полудолларовой монеты составляла 5 центов (на сленге — «nickel»). При расчете с клиентом Майк часто повторял одну и ту же фразу: «Here’s your nickel back.» («Вот ваши 5 центов сдачи.»). В конце концов, музыканты решили отказаться от мудреных названий, облюбовав более простое и привычное «Nickelback».
Со своим музыкальным стилем группа также определилась не сразу. Сначала музыканты лишь исполняли кавер-версии других коллективов. Но они были не очень удачны. Кроме того, группе давно уже хотелось добиться настоящей известности. Однако для этого необходимо было записать что-то своё. Такая идея пришла в голову Чеду Крюгеру, правда, финансировать проект пришлось его родителям. Для того, чтобы сын смог оплатить услуги студии звукозаписи в Ванкувере, им пришлось выложить 4000 $. Это был первый шаг.
В 1996 году на деньги отчима Крюгеров, который выделил необходимую сумму Чеду, Nickelback записали первый демоальбом, Hesher (EP), состоявший уже из собственных песен Чеда. С помощью флешмоб-голосования друзей Nickelback также удалось добиться частого появления в эфире местных радиостанций. Именно поэтому первый альбом Никелей так и называется. Они долгое время ходили и звонили по радиостанциям с просьбами выдать их в эфир. Переехав в Ванкувер, музыканты записали второй альбом Curb и провели турне по Канаде вместе с 3 Doors Down, быстро завоёвывая популярность.
Крупный лейбл Roadrunner Records предложил им контракт на следующий альбом, Silver Side Up, который выходит 11 сентября 2001 года. Альбом оказался крайне популярным, попав в рейтинг Billboard Hot 100, песня «How You Remind Me» стала радиохитом. В текстах песен Чед касался личных переживаний детства, в частности, в песне «Too Bad» он осудил своего отца, который бросил семью.
Nickelback успешно завоевали аудиторию США, написав саундтрек к фильму «Человек-паук». На песню «Hero» с этого саундтрека был снят видеоклип, находившийся в постоянной ротации MTV. После выхода сингла «Someday» с этого альбома группу часто обвиняли в коммерческой направленности и самокопировании, так как песня «Someday» оказалась весьма похожа на «How You Remind Me».
Следующим релизом стал альбом All The Right Reasons. Перед его записью группа поменяла ударника: в неё перешёл Дэниел Адэр (экс-участник 3 Doors Down). С альбома All The Right Reasons выпущено пять синглов и пять видеоклипов.
18 ноября 2008 года выходит следующая пластинка Dark Horse, с которой выпущено шесть синглов и пять клипов.
28 февраля 2010 года Nickelback выступили на закрытии Олимпиады в Ванкувере с песней «Burn It to the Ground».
В одном из интервью в 2010 году Чед Крюгер заявил, что, закончив туры с альбомом Dark Horse, группа готовится к записи нового альбома, готово уже примерно четыре композиции, запись начнётся в феврале, пластинка выйдет в конце 2011-го — начале 2012 года. Восьмой альбом Here and Now вышел 21 ноября 2011 года. Первыми синглами стали «Bottoms Up» и «When We Stand Together», которые можно было услышать на местном радио 26 сентября. C 23 сентября композиции стали доступны для бесплатного прослушивания на сайте группы. 3 ноября на телеканале VH1 состоялась премьера видеоклипа «When We Stand Together». За первую неделю было продано 391 000 экземпляров альбома. По итогам 2011 года «Here And Now» занял 37 место в чарте «Самых успешных альбомов года» с отметкой 1 100 000 экземпляров.
В декабре 2013 года группа приступила к работе над следующим альбомом. С мая по июнь длилась запись альбома. 
7 августа 2014 года должен был выйти сингл Revolution, но участники сообщили, что такого сингла и песни не будет. 
18 августа 2014 года вышел сингл Edge Of A Revolution. 8 сентября вышел 2-й сингл под названием «What Are You Waiting For?». 14 ноября в Австралии, 17 ноября в Европе, и 18 ноября в Азии, Северной Америке и Южной Америке вышел восьмой альбом группы под названием «No Fixed Address».
19 августа 2016 года группа записала кавер на песню Дона Хенли — «Dirty Laundry».
16 июня 2017 года вышел 9 студийный альбом группы под названием Feed the Machine.
В начале 2019 года участники группы говорили о записи десятого студийного альбома, хотя Чед Крюгер признал, что у группы нет расписания или спешки для его завершения. Майк Крюгер говорил о своем личном желании двигаться в направлении хэви-метала или о желании записать альбом каверов на песни Slayer.
14 августа 2020 года группа выпустила кавер-версию песни The Charlie Daniels Band «The Devil Went Down to Georgia» с участием Дэйва Мартоуна.
7 сентября 2022 года группа выпустила свой первый за 5 лет новый сингл под названием «San Quentin». Он послужил лид-синглом к их десятому студийному альбому Get Rollin', выход которого состоялся 18 ноября 2022 года.

## Музыкальный стиль
Nickelback относят к представителям таких направлений, как альтернативный рок, постгранж хард-рок, поп-рок, хеви-метал и альтернативный метал. Творчество Nickelback также относят к ню-металу, однако группа не исполняет музыку в данном стиле. Первые композиции исполнены в стиле гранж, на альбоме No Fixed Address присутствуют элементы электронной музыки и дэнс-рока.

## Состав
| Современный состав - Чед Крюгер — вокал, соло-гитара (1995 — настоящее время); - Райан Пик — ритм-гитара, вокал, клавишные, бэк-вокал (1995 — настоящее время); - Майк Крюгер — бас-гитара (1995 — настоящее время); - Дэниел Адэр — ударные, бэк-вокал (2005 — настоящее время). | Бывшие участники - Брэндон Крюгер — ударные (1995—1997); - Митч Гиндон — ударные (1997—1998); - Райан Викдэйл — ударные (1998—2005). |

## Дискография

### Студийные альбомы
- 1996 — Curb
- 1999 — The State
- 2001 — Silver Side Up
- 2003 — The Long Road
- 2005 — All The Right Reasons
- 2008 — Dark Horse
- 2011 — Here and Now
- 2014 — No Fixed Address
- 2017 — Feed the Machine
- 2022 — Get Rollin'

### Мини-альбомы
- 1996 — Hesher (EP)

### Сборники
- 2002 — Three-Sided Coin
- 2013 — The Best of Nickelback Volume 1

## Клипы
- 1996 — Fly
- 2000 — Leader Of Men
- 2000 — Old Enough
- 2000 — Worthy To Say
- 2001 — How You Remind Me
- 2002 — Too Bad
- 2002 — Never Again
- 2003 — Someday
- 2004 — Figured You Out
- 2004 — Feelin' Way Too Damn Good
- 2005 — Photograph
- 2006 — Savin' Me
- 2006 — Far Away
- 2007 — If Everyone Cared
- 2007 — Rockstar
- 2008 — Gotta Be Somebody
- 2008 — I’d Come For You
- 2009 — If Today Was Your Last Day
- 2009 — Burn It To The Ground
- 2009 — Never Gonna Be Alone
- 2010 — This Afternoon
- 2011 — When We Stand Together
- 2011 — Lullaby
- 2012 — This Means War
- 2012 — Trying Not To Love You
- 2014 — Edge Of A Revolution
- 2015 — She Keeps Me Up
- 2015 — Get 'Em Up
- 2015 — Satellite
- 2017 — Feed The Machine
- 2017 — Song On Fire
- 2017 — The Betrayal (Act III)
- 2020 — The Devil Went Down to Georgia
- 2022 — San Quentin
- 2022 — Those Days
- 2023 — High Time
- 2024 — Horizon
- 2025 — Tidal Wave

## Награды
Список наград канадской рок-группы Nickelback включает в себя премии и номинации, полученные ими с момента начала музыкальной карьеры в 1996 году. Их сингл Silver Side Up был № 1 в чартах Billboard Hot 100, Hot Mainstream Rock Tracks, Hot Modern Rock Tracks и в Canadian Hot 100. Пятый студийный альбом группы All the Right Reasons был продан тиражом в 11 млн.копий во всём мире в 2008 году.
В 2007 году группа Nickelback была введена в Canada’s Walk of Fame. Всего группа Nickelback имеет 32 награды и 71 номинацию.

### American Music Awards
Музыкальная премия American Music Award присуждается за выдающиеся достижения в области звукозаписи. Группа Nickelback имеет 2 награды из 7 номинаций.
| 2003 | Nickelback            | Favorite Pop/Rock Band/Duo/Group | Номинация |
| 2004 | Nickelback            | Favorite Pop/Rock Band/Duo/Group | Номинация |
| 2006 | Nickelback            | Favorite Pop/Rock Band/Duo/Group | Номинация |
| 2006 | Nickelback            | Favorite Alternative Artist      | Номинация |
| 2006 | All the Right Reasons | Favorite Pop/Rock Album          | Победа    |
| 2007 | Nickelback            | Favorite Pop/Rock Band/Duo/Group | Победа    |
| 2009 | Nickelback            | Favorite Pop/Rock Band/Duo/Group | Номинация |

### Billboard Music Awards
Музыкальная премия Billboard Music Award присуждается журналом Billboard в декабре каждого года. Группа Nickelback имеет 6 наград из 8 номинаций.
| 2002 | How You Remind Me     | Billboard Music Award#Hot 100 Single of the Year | Победа    |
| 2002 | How You Remind Me     | Billboard Music Award#Hot 100 Airplay Single     | Победа    |
| 2002 | How You Remind Me     | Billboard Music Award#Hot Singles Group/Duo      | Победа    |
| 2006 | Nickelback            | Artist of the Year                               | Номинация |
| 2006 | Nickelback            | Duo/Group of the Year                            | Победа    |
| 2006 | Nickelback            | Hot 100 Artist Duo/Group of the Year             | Победа    |
| 2006 | All the Right Reasons | Rock Album of the Year                           | Победа    |
| 2006 | All the Right Reasons | Album of the Year                                | Номинация |

### Grammy Awards
Премия Grammy Award ежегодно вручается Национальной академией искусства и науки звукозаписи. Группа Nickelback имеет 6 номинаций.
| 2003 | «How You Remind Me»         | Record of the Year                                 | Номинация |
| 2004 | «Someday»                   | Best Rock Song                                     | Номинация |
| 2004 | The Long Road               | Best Rock Album                                    | Номинация |
| 2005 | «Feelin' Way Too Damn Good» | Best Hard Rock Performance                         | Номинация |
| 2008 | «If Everyone Cared»         | Best Rock Performance by a Duo or Group with Vocal | Номинация |
| 2010 | «Burn It to the Ground»     | Best Hard Rock Performance                         | Номинация |

### Juno Awards
Премию Juno Awards презентует Канадской академией искусства и науки звукозаписи. Группа Nickelback имеет 12 наград из 26 номинаций.
| 2001 | Nickelback                               | Best New Group                       | Победа    |
| 2002 | Silver Side Up                           | Album of the Year                    | Номинация |
| 2002 | Silver Side Up                           | Rock Album of the Year               | Победа    |
| 2002 | «How You Remind Me»                      | Single of the Year                   | Победа    |
| 2002 | Nickelback                               | Group of the Year                    | Победа    |
| 2003 | «Spider-Man Soundtrack»/«Silver Side Up» | Songwriter of the Year               | Победа    |
| 2003 | Nickelback                               | Juno Fan Choice Award                | Номинация |
| 2004 | The Long Road                            | Album of the Year                    | Номинация |
| 2004 | The Long Road                            | Rock Album of the Year               | Номинация |
| 2004 | Nickelback                               | Group of the Year                    | Победа    |
| 2004 | Nickelback                               | Juno Fan Choice Award                | Победа    |
| 2004 | «Someday»                                | Single of the Year                   | Номинация |
| 2005 | Nickelback                               | Jack Richardson Producer of the Year | Номинация |
| 2006 | All the Right Reasons                    | Album of the Year                    | Номинация |
| 2006 | All the Right Reasons                    | Rock Album of the Year               | Победа    |
| 2006 | Nickelback                               | Group of the Year                    | Победа    |
| 2006 | Nickelback                               | Jack Richardson Producer of the Year | Номинация |
| 2006 | Nickelback                               | Juno Fan Choice Award                | Номинация |
| 2006 | «Photograph»                             | Single of the Year                   | Номинация |
| 2007 | Nickelback                               | Juno Fan Choice Award                | Номинация |
| 2007 | Nickelback                               | Songwriter of the Year               | Номинация |
| 2009 | «Dark Horse»                             | Album of the Year                    | Победа    |
| 2009 | «Gotta Be Somebody»                      | Single of the Year                   | Номинация |
| 2009 | Nickelback                               | Group of the Year                    | Победа    |
| 2009 | Nickelback                               | Jack Richardson Producer of the Year | Номинация |
| 2009 | Nickelback                               | Juno Fan Choice Award                | Победа    |
| 2010 | «Dark Horse»                             | Rock Album of the Year               | Номинация |
| 2010 | Nickelback                               | Juno Fan Choice Award                | Номинация |

### MuchMusic Video Awards
Премия MuchMusic Video Awards вручается на ежегодной телевизионной церемонии Канадского музыкального видеоканала MuchMusic. Группа Nickelback имеет 7 наград из 15 номинаций.
| 2002 | «Too Bad»                    | Best Video                                    | Победа    |
| 2002 | «Too Bad»                    | MuchLoud Best Rock Video                      | Победа    |
| 2006 | «Photograph»                 | MuchLoud Best Rock Video                      | Победа    |
| 2007 | «If Everyone Cared»          | Best Video                                    | Номинация |
| 2007 | «If Everyone Cared»          | MuchLoud Best Rock Video                      | Номинация |
| 2007 | «Far Away»                   | MuchMoreMusic Award                           | Победа    |
| 2007 | «Far Away»                   | Best International Video By A Canadian        | Номинация |
| 2007 | «Far Away»                   | People’s Choice: Favourite Canadian Group     | Номинация |
| 2009 | «Gotta Be Somebody»          | Video of the Year                             | Победа    |
| 2009 | «Gotta Be Somebody»          | Post Production of the Year                   | Победа    |
| 2009 | «Gotta Be Somebody»          | MuchLOUD Rock Video of the Year               | Победа    |
| 2009 | «Gotta Be Somebody»          | UR Fave: Canadian Video                       | Номинация |
| 2009 | «If Today Was Your Last Day» | International Video of the Year by a Canadian | Номинация |
| 2010 | «I'd Come for You»           | Video of the Year                             | Номинация |
| 2010 | «I'd Come for You»           | MuchLOUD Rock Video of the Year               | Номинация |

### MTV Video Music Awards
Премия MTV Video Music Awards вручается на ежегодной церемонии American music video channel MTV. В 2002 Chad Kroeger (солист Nickelback) победил в категории Best Video from a Film вместе с Josey Scott (Saliva) за основную музыкальную тему к фильму Spider-Man, которой стала песня «Hero».
| 2002 | «Hero» | Best Video from a Film | Победа |

### People's Choice Awards
Группа Nickelback имеет одну награду из 2 номинаций.
| 2007 | Nickelback | Favorite Group     | Победа    |
| 2011 | Nickelback | Favorite Rock Band | Номинация |